# Halitiara inflexa
Halitiara inflexa is een hydroïdpoliep uit de familie Protiaridae. De poliep komt uit het geslacht Halitiara. Halitiara inflexa werd in 1980 voor het eerst wetenschappelijk beschreven door Bouillon. 